# Ultimatum alla Terra (film 2008)
Ultimatum alla Terra (The Day the Earth Stood Still) è un film del 2008 diretto da Scott Derrickson.
Il film è un remake dell'omonimo film di fantascienza del 1951 diretto da Robert Wise e con protagonista Michael Rennie. Protagonista del film è Keanu Reeves, nei panni dell'alieno Klaatu. 

## Trama
Nel 1928 un esploratore sul Karakorum trova una strana sfera luminosa e la tocca, perdendo i sensi. La sfera, ottenute informazioni sul DNA umano, vola via e sparisce, lasciando interdetto l'esploratore. Nel 2008 un sistema di guardia spaziale individua un oggetto in rapido avvicinamento alla Terra. Inizialmente si pensa sia un asteroide, la cui traiettoria lo porterebbe a impattare su New York. Si riunisce d'urgenza una squadra di crisi, della quale viene chiamata a far parte la scienziata Helen Benson. L'oggetto è in realtà un'astronave, che atterra in Central Park. Ne esce un alieno. Per la tensione, a qualcuno parte un colpo di arma da fuoco e l'essere viene ferito. Subito dopo esce dalla navicella un altro alieno, che appare essere un robot gigantesco, molto più spaventoso, che, ridotte all'impotenza tutte le armi lì vicine, sembra disattivarsi.
Helen trasporta l'alieno ferito in un centro di studio, dove questo si trasforma e poco per volta assume le sembianze dell'esploratore, il cui DNA era stato prelevato otto decenni prima: gli alieni hanno la tecnologia per assumere fattezze umane per adattarsi al pianeta e interagire indisturbati in mezzo agli uomini. L'alieno, che dice di chiamarsi Klaatu, vorrebbe parlare all'ONU, ma tale possibilità gli viene negata dai militari presenti nel centro, i quali, al contrario, cercano di estorcergli con l'ipnosi delle informazioni riguardo ad un eventuale progetto di invasione della Terra da parte di qualche esercito alieno: Klaatu riesce a liberarsi dagli strumenti dell'ipnosi e inizia ad ipnotizzare il militare che gli faceva le domande, ottenendo le informazioni per fuggire dal centro. I militari, però, mobilitano tutti i mezzi per cercarlo.
Helen e il suo figlio adottivo Jacob aiutano Klaatu a sfuggire alle grinfie dei militari e scoprono un po' alla volta la sua reale intenzione. L'alieno, infatti, è arrivato sulla Terra come rappresentante di una confederazione di civiltà, che ha il compito di preservare e difendere i rari pianeti in grado di ospitare la vita, come la Terra. La razza umana viene accusata di star uccidendo il pianeta e verrà quindi sterminata. Di conseguenza l'umanità deve fare i conti con l'estinzione senza possibilità di redenzione.
Nella fuga Helen e Jacob portano Klaatu in un McDonald's dove ad attenderlo c'è un cinese anziano accompagnato dal nipote. Si scopre che egli è un alieno come Klaatu mandato sulla Terra più di 70 anni prima come infiltrato per studiare da vicino il comportamento umano. Nella conversazione con Klaatu spiega che stando sempre vicino agli umani si è reso conto che sono una razza distruttiva che non sembra essere capace di cambiare; Klaatu ora ha deciso di dare il via al procedimento per sterminare la razza umana per salvaguardare il pianeta. A sorpresa però il suo amico si rifiuta di andare via dalla Terra, pur essendo consapevole che ciò gli costerebbe la vita, dicendo che ormai la Terra è diventata casa sua e che comunque, c'è anche un aspetto positivo negli esseri umani e che non sono tutti cattivi e incapaci di cambiare.
Sfere luminose di tutte le dimensioni arrivano sulla Terra a salvare esemplari di tutte le specie, prima dello sterminio dell'umanità. Tale sterminio ha inizio quando il robot alieno GORT, acronimo di Generatore Organico Robo-Tecnologico (in originale Genetically Organized Robotic Technology), si libera dal luogo in cui era stato rinchiuso per essere analizzato: si trasforma quindi in uno sciame di piccoli insetti, che corrisponde all'arma definitiva per l'eliminazione della razza umana e delle sue creazioni. Comincia infatti a spostarsi, divorando tutto ciò che incontra, comprese le armi con cui si cerca di fermarlo, aumentando di dimensioni apparendo inarrestabile.
Nel frattempo Helen, Jacob e Klaatu sono fuggiti in macchina nei boschi e Klaatu rivela ad Helen che è iniziato lo sterminio degli umani e che non ha intenzione di fermarlo per il motivo detto sopra: Jacob, origliando il discorso da dentro la macchina, teme che Klaatu sia un nemico e un impostore, soprattutto quando, all'arrivo di un poliziotto che vuole arrestarlo, l'alieno lo atterra mortalmente facendo muovere in retromarcia la macchina di Helen anche se poi lo riporta in vita trasformando, con i suoi poteri alieni, la morte in sonno. Helen quindi si trova a dover convincere Klaatu che la razza umana può cambiare e lo porta dal prof. Barnhardt, scienziato e vincitore del premio Nobel; lo scienziato spiega a Klaatu che quando ci si trova a un passo dal baratro è lì che si ha la volontà di cambiare. La conversazione viene però interrotta dall'arrivo dei militari, chiamati da Jacob che crede di avere avuto la conferma che Klaatu è un nemico dopo aver scoperto da un servizio in TV che è ricercato come alieno che complotta contro la razza umana. Helen viene catturata, mentre Jacob e Klaatu scappano nei boschi. Jacob nella fuga inciampa rischiando di cadere in un canale e affogare ma viene tratto in salvo da Klaatu. Jacob capisce di avere giudicato male Klaatu e si scusa con lui per avere chiamato i militari.
Intanto Helen implora e ottiene dai militari di tornare, insieme ad un solo militare che si offre volontario, alla ricerca di Klaatu per convincerlo a fermare tutto; Jacob e Klaatu le telefonano e si danno appuntamento con lei al cimitero dove è sepolto suo padre (morto l'anno prima in guerra) perché vorrebbe che Klaatu lo riportasse in vita come aveva fatto con il poliziotto. Giunti sul posto Jacob implora Klaatu di esaudire il suo desiderio, ma questi gli dice con dispiacere che non può farlo.
Assistendo alla tristezza di Jacob e all'attacco dello sciame alieno che nel frattempo è sopraggiunto, Klaatu si convince che c'è dell'altro nell'umanità come gli aveva detto il compagno cinese e capisce che l'umanità ha la capacità di riscattarsi: decide di ritornare con Jacob nonché Helen e il suo collega arrivati nel frattempo, alla sfera di Central Park per fermare lo sciame alieno. Qui giunto, quasi senza colpo ferire perché anche i militari si sono ormai arresi, riesce a bloccare lo sciame salvando appena in tempo Jacob ed Helen, ma non il suo collega. Klaatu entra nella sfera e vola via dalla Terra insieme ad essa. Come ultimo effetto, tutte le apparecchiature elettroniche e tecnologiche presenti sulla Terra vengono disattivate e tutta la razza umana piomba nel silenzio e nella riflessione.

## Cast
- Keanu Reeves - Interpreta l'alieno Klaatu, arrivato sulla Terra per portare un messaggio all'umanità.
- Jennifer Connelly - Interpreta Helen Benson, microbiologa dell'Università di Princeton indotta dal governo a indagare su Klaatu.
- Jon Hamm - Interpreta il dott. Michael Granier, amico di Helen.
- Kathy Bates - Segretario della difesa degli Stati Uniti d'America Regina Jackson
- John Cleese - Interpreta il premio Nobel prof. Barnhardt.
- Jaden Smith - Interpreta Jacob, figliastro ribelle di Helen.

## Produzione
Scott Derrickson, già regista di The Exorcism of Emily Rose, è un profondo ammiratore dell'originale di Robert Wise, che ha potuto conoscere quando era uno studente. L'intenzione del regista è quella di rendere omaggio al classico del 1951 trasportandolo ai giorni nostri. Le riprese del film sono iniziate ai Vancouver Film Studios il 12 dicembre 2007 e terminate il 19 marzo 2008. Gli effetti visivi sono curati dalla Weta Digital.

## Distribuzione
Il film è uscito in contemporanea mondiale il 12 dicembre 2008.

## Accoglienza
Il film ha ricevuto recensioni miste o negative, con molti critici che lo hanno ritenuto inferiore all'originale di Robert Wise. Roger Ebert lo ha giudicato “visivamente interessante ma privo della profondità morale dell’originale”, mentre Peter Travers di Rolling Stone ha criticato la sceneggiatura per la mancanza di sottigliezza. Alcuni, come Richard Corliss di Time, hanno apprezzato l’aggiornamento tematico, pur trovando il tono eccessivamente cupo e privo dell’eleganza narrativa del predecessore.
Secondo MYmovies.it il film è stato valutato con una media di 2,5 su 5, indicando una ricezione mista da parte della critica.
L’opinione generale è che, mentre il film del 1951 resta un caposaldo della fantascienza con una forte rilevanza politica, il remake del 2008 non sia riuscito a eguagliarne l’impatto, risultando un prodotto più spettacolare ma meno incisivo nel suo messaggio.

## Riconoscimenti
- 2007 - MovieGuide Awards
  - Miglior film per un pubblico maturo a Scott Derrickson
- 2008 - Razzie Awards
  - Candidatura per il peggior prequel, remake, rip-off o sequel
- 2008 - Satellite Award
  - Candidatura per il miglior suono a William R. Dean e David Husby
  - Candidatura per i migliori effetti visivi a Jeffrey A. Okun
- 2008 - Visual Effects Society
  - Candidatura per i migliori effetti visivi a Jeffrey A. Okun, R. Christopher White, Thomas Boland e Ben Thompson
- 2008 - Premio Bambi
  - Miglior attore internazionale a Keanu Reeves
- 2009 - Saturn Award
  - Miglior attore emergente a Jaden Smith
  - Candidatura per il miglior film di fantascienza

## Differenze con il film del 1951
Sebbene entrambi i film mantengano la struttura narrativa di base — con l’alieno Klaatu che arriva sulla Terra per impartire un messaggio di avvertimento all'umanità — presentano differenze significative. Il film del 1951 fa riferimento alla paura dell’olocausto nucleare, con Klaatu che esorta l’umanità a rinunciare all’uso delle armi atomiche per evitare l’intervento punitivo di una forza extraterrestre superiore. Nel remake il messaggio è riproposto in chiave ecologica riguardo all'eccessivo sfruttamento delle risorse.

## Klaatu barada nikto
Ultimatum alla Terra del 1951 ha reso popolare la frase in una presunta lingua aliena Klaatu barada nikto, che disattiva la modalità distruttiva del robot Gort. Nel primo film viene pronunciata da Helen Benson (Patricia Neal), su istruzione di Klaatu (Michael Rennie). Nel remake del 2008, Klaatu (Keanu Reeves) impartisce l'ordine direttamente per sua voce a GORT. Una volta all'inizio e una alla fine della pellicola, benché la seconda volta le parole non siano pienamente udibili.
Benché la traduzione della frase non sia mai stata ufficialmente fornita in nessuno dei due film, col tempo si sono formulate diverse teorie e interpretazioni proposte da più personaggi della troupe o critici cinematografici autorevoli. La Robot Hall of Fame descrive la frase come "uno dei comandi più famosi della fantascienza", mentre Frederick S. Clarke di Cinefantastique ne parla come della "frase più famosa mai detta da un alieno".
Dall'uscita del primo film la frase è entrata nell'immaginario collettivo, apparendo in molti altri opere, come Tron (1982), Il ritorno dello Jedi (1983) L'armata delle tenebre (1992), Toys - Giocattoli (1992) e Sonic 2 (2022).